# Stráň u Dubiny
Stráň u Dubiny je přírodní rezervace, byla vyhlášena v roce 1990 a nachází se na území zaniklé vesnice Dubina, části obce Libá. Důvodem ochrany je zachování přirozených společenstev nehnojených krátkostébelných luk, pastvin a vřesovišť a travinatých xerotermních společenstev.

## Popis oblasti
Rezervace leží na levém příkrém svahu údolí řeky Ohře u státní hranice s Německem. Je součástí přírodního parku Smrčiny.